# Native Instruments
Native Instruments er producent af software og hardware til musikproduktion, indenfor alle genre "akustisk",  eksperimental musik, elektronisk musik, filmmusik mm. Firmaet blev stiftet i 1996 i Berlin, Tyskland af Stephan Schmitt og Volker Hinz. Native Instruments producerer blandt andet softwaresamplere og -synthesizere, og står herunder bag blandt andet software prdukterne Kontakt-, Battery og Reaktor og beatproduction enhederne i Maschine serien. Samtidigt med introduktionen af deres Komplete Kontrol keyboard introducerede de også NKS som bl.a. inkluderer en browser funktion med "previews" af presets.